# Zossener Straße (Berlin-Hellersdorf)
Die Zossener Straße im Berliner Bezirk Marzahn-Hellersdorf ist eine etwa 1600 Meter lange Hauptverkehrsstraße im Ortsteil Berlin-Hellersdorf. Sie verbindet die Landsberger Allee/Landsberger Chaussee im Norden mit der Stendaler Straße im Osten.

## Geschichte
Die Zossener Straße gehörte zum zweiten Bauabschnitt im seinerzeit neu geschaffenen Stadtbezirk Hellersdorf. Die Namensgebung erfolgte am 2. Juli 1987 gleichzeitig mit benachbarten Straßen. Sie orientierte sich in diesem Wohnbereich an Ortsnamen aus dem Bezirk Potsdam, weil das Baufeld von Baubetrieben dieses Bezirks errichtet wurde. Zossen ist eine Stadt im ehemaligen Bezirk Potsdam, heute im Landkreis Teltow-Fläming in Brandenburg.

## Verlauf
Die Trasse der Zossener Straße liegt auf früheren Rieselfeldern. Sie verläuft zunächst in Nord-Süd-Richtung. Nach etwa einem Viertel macht sie an der Einmündung der Luckenwalder Straße einen fast rechtwinkligen Schwenk nach Osten und an der Einmündung der Kastanienallee noch einmal einen leichten Bogen. Die Straße hat eine durchschnittliche Breite von 30 Metern und wird durch einen begrünten Mittelstreifen getrennt.
Die Zossener Straße besitzt zunächst östlich und nach ihrer Richtungsänderung beidseitig gleichnamige parallel verlaufende Erschließungsstraßen. Für das Wohngebiet östlich und nördlich/südlich gibt es einige Queräste, die ebenfalls Zossener Straße heißen. Parallel zur Landsberger Chaussee entlang eines Querarms der Zossener Straße wurde ein begrünter Fußgängerweg angelegt, der auch Spiel- und Kletterelemente enthält.
Die Zossener Straße setzt sich an der Kreuzung mit der Stendaler Straße als Tangermünder Straße fort.
Die Geokoordinate zeigt etwa auf die Mitte der Straße.

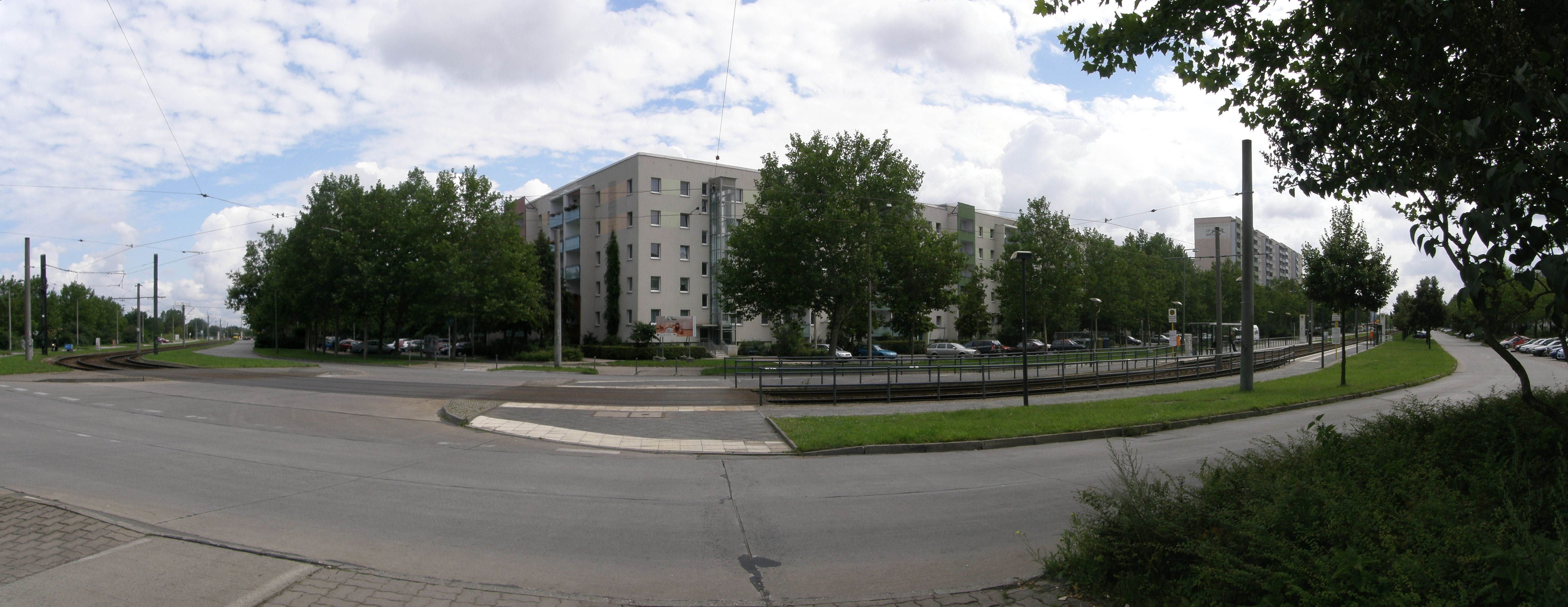
Panorama der Zossener Straße am Knick

## Bebauung
Die Stadtplaner konzipierten für die Neubebauung der „Wohngebiete Kaulsdorf I und II bzw. Kaulsdorf/Hellersdorf“, wie dieser Bereich zuerst genannt wurde, vielgeschossige Wohnbauten, die kostengünstig aus vorgefertigten Platten errichtet werden konnten. Diese Plattenbauten entstanden durch Bauarbeiter aus allen Bezirken der DDR und bilden zusammenhängende Straßenzeilen.
Der Nord-Süd-Straßenabschnitt ist nur auf der Ostseite mit Wohnhäusern bebaut, die Westseite ist dem Grünzug um das Flüsschen Wuhle vorbehalten. Der West-Ost-Abschnitt der Straße (die „Südliche Zossener Straße“) besitzt beidseitig langgestreckte Wohnbauten, die zwischen fünf und elf Stockwerke hoch sind. Einige erst nach der Wende errichtete Lückenbauten passen sich der bereits vorhandenen Bebauung an. Die erfolgten Rekonstruktionen und Sanierungen der Wohnhäuser führten zu einem bunteren und abwechslungsreicheren Fassadenbild.
Ebenfalls im südlichen Bereich wurde der Abschnitt zwischen Zossener Straße und Havelländer Ring als Teil des „Grünen Bandes“ mit rund 183.000 Euro aus dem Programm Stadtumbau Ost hergerichtet. Er wurde im September 2009 fertiggestellt und der Öffentlichkeit übergeben.
Zum Wohnbereich der Zossener Straße gehören eine Kindertagesstätte, das Jugendwerk Aufbau Ost JAO gGmbH (Zossener Straße 53–55: Kinder-Integrationseinrichtung Kita „Taffy“) und zwei Schulen, darunter die „Jean-Piaget-Sekundarschule“, die im Jahr 2008 auf rückgebauten Flächen einen neu angelegten Sportplatz erhielt. Ein weiteres Schulgebäude aus DDR-Zeiten wurde – auf der Grundlage eines vom Bezirksamt Marzahn-Hellersdorf ausgearbeiteten und von der Senatsverwaltung für Stadtentwicklung beschlossenen Flächennutzungsplans für die südliche Zossener Straße – 2009 abgerissen und die Fläche zu Bauland umgewidmet. Die als „Arrondierung der umgebenden Wohnnutzung im Bereich der Zossener Straße“ bezeichnete Maßnahme führte zunächst zu einer Brachfläche, die in der Folge schrittweise mit neuen Mietwohnbauten im Bestand verdichtet wird.
Im Kreuzungsbereich der Zossener Straße mit der Alten Hellersdorfer Straße wurde im Rahmen des Programms Stadtumbau Ost ein „Quartierszentrum“ festgelegt, was zu einer besseren Nutzung vorhandener Brach- oder Grünflächen führte.

## Verkehr
Die Zossener Straße wird seit dem 1. Mai 1991 auf kompletter Länge von Straßenbahnen befahren, derzeit (Stand: 2012) von den Linien M6 und 18. Bei der Namensgebung der Straße gab es die Straßenbahnlinien hier noch nicht. Die Bewohner konnten Omnibuslinien in der Alten Hellersdorfer Straße (Linie 75) und in der Eisenacher Straße (Linie 91) sowie die in der Landsberger Allee verkehrenden Straßenbahnen (Linien 6 und 10) benutzen.
Jede Hauptfahrtrichtung für den Individualverkehr gliedert sich in zwei Fahrspuren, an einigen Stellen sind zusätzliche Parkbuchten vor den Wohnhäusern oder im Mittelstreifen ausgearbeitet.

## Kunst in der Straße

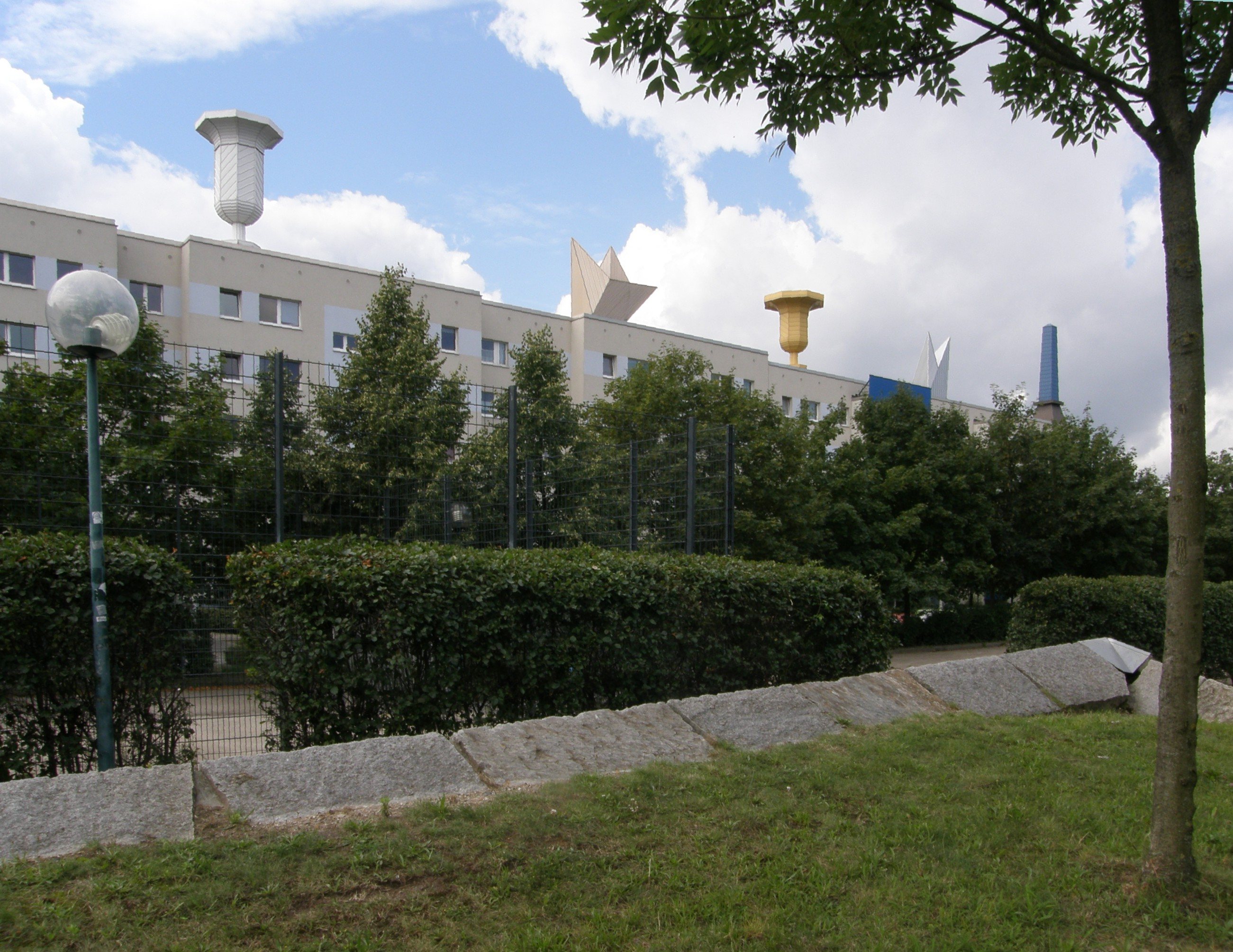
Kunst auf den Dächern

An ihrem nördlichen Beginn wurden 1997/1998 auf den Dächern der Hausnummern 9–17 (sowie Teupitzer Straße 34–44) Kunstobjekte im Auftrag der Wohnungsbaugesellschaft Hellersdorf (WoGeHe) installiert: Stahlskelett-Skulpturen mit farbigen Trapezblechen (zwischen 5 und 11 Meter hoch) des litauischen Künstlers Mindaugas Navakas mit dem Titel Reconnaissance. Die Einzelobjekte sind eine Vase, ein Blitz und ein Obelisk, die sich in Variationen wiederholen. Die Kunst auf dem Bau ist das Ergebnis eines Workshops für Künstler aus den baltischen Staaten.

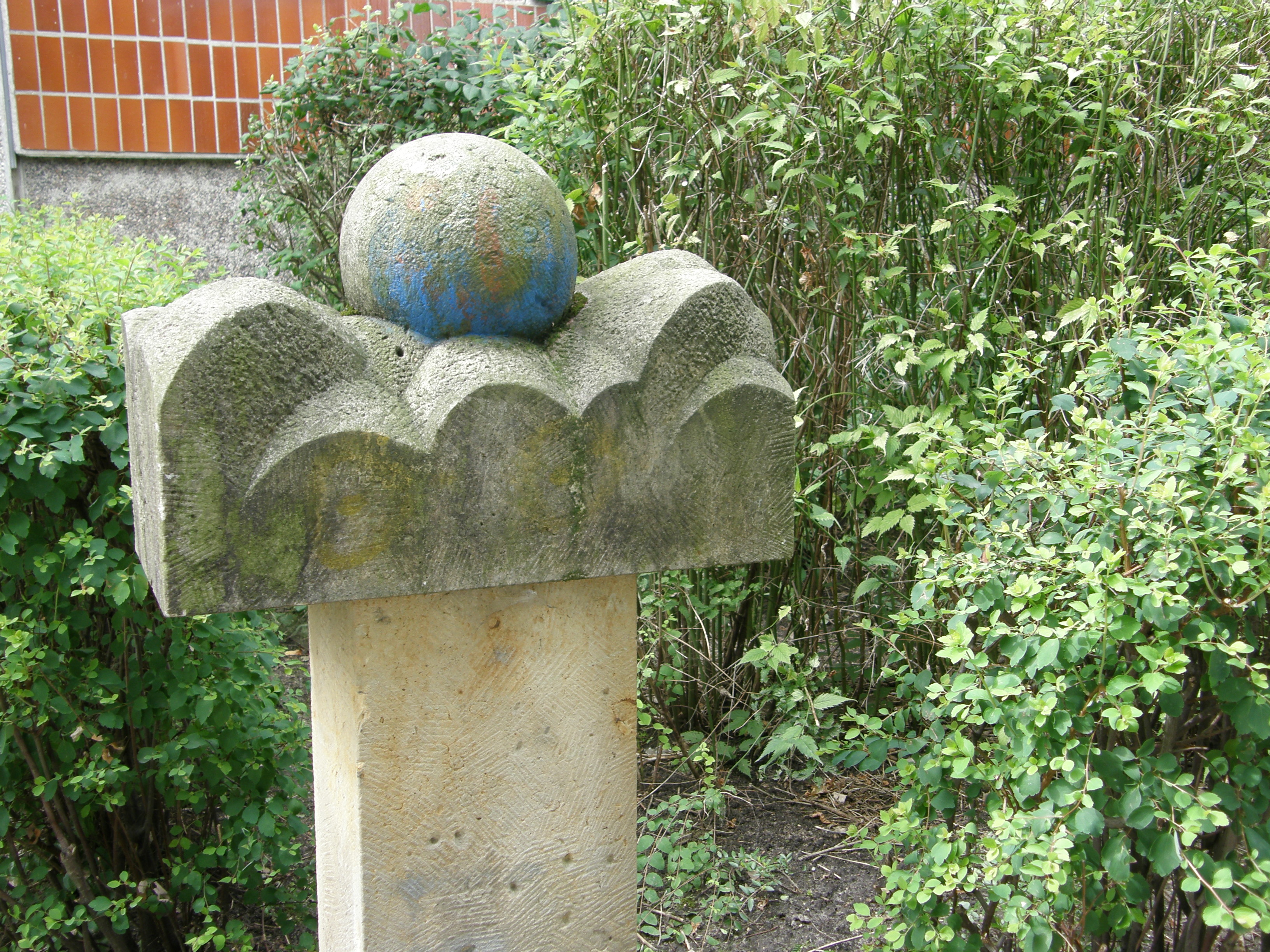
Hauszeichen

Vor den Häusern 70–84 befinden sich Hauszeichen – aus Sandstein gefertigte stilisierte Darstellungen auf quadratischen Betonsockeln. Urheber sind die Bildhauerin Marguerite Blume-Cárdenas und der Künstler Karl Günter Möpert. Die knapp ein Meter hohen Skulpturen stellen stilisierte Blumen dar und Variationen zum Thema Kugel.